# Confraria de Sant Marc Evangelista de Mestres Sabaters de Barcelona

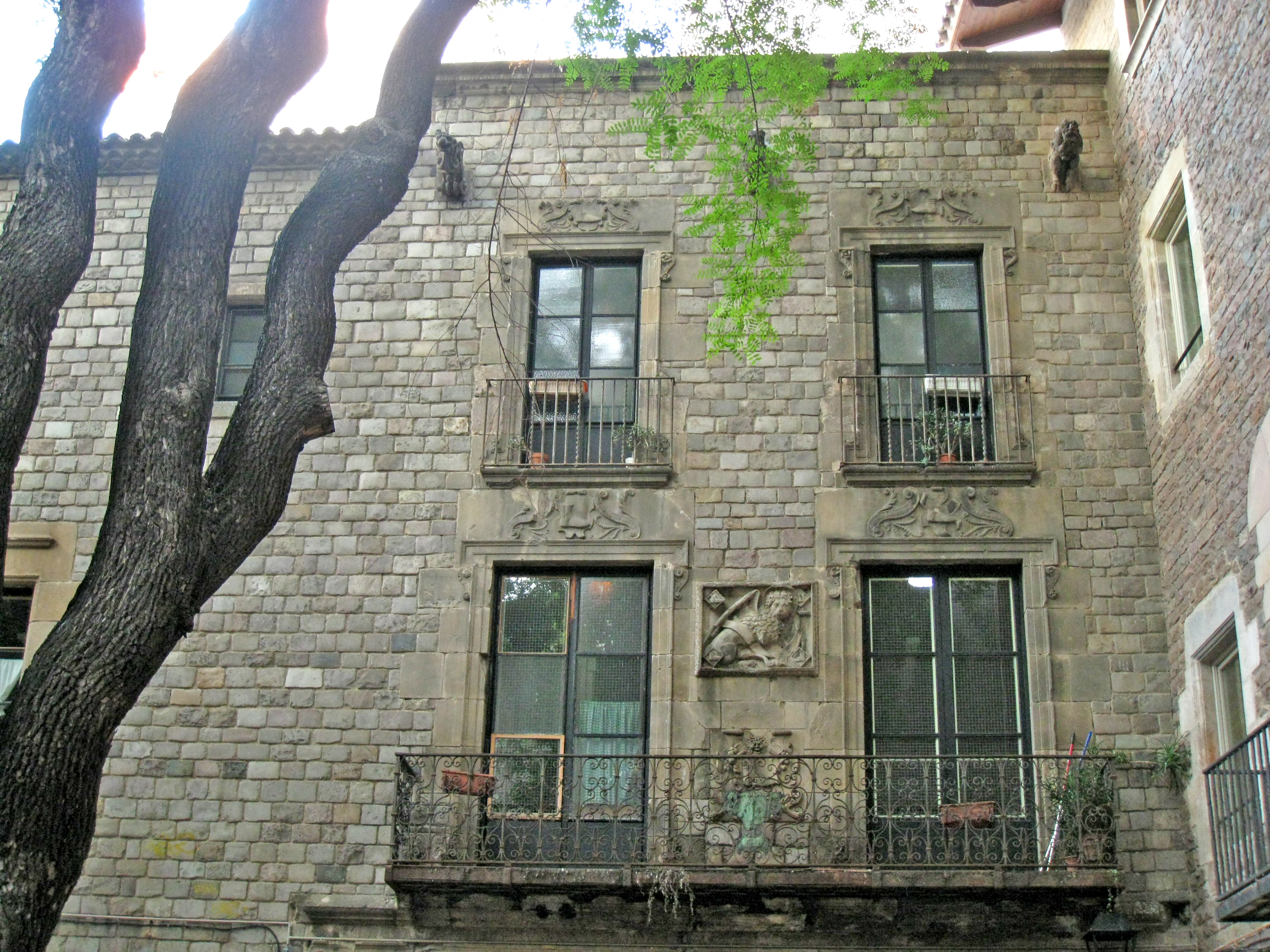
L'actual seu de la confraria i Museu del Calçat. Noteu el lleó alat, símbol de Sant Marc, al centre de la façana.

Confraria de Sant Marc Evangelista de l'antic Gremi de Mestres Sabaters de Barcelona és la confraria gremial més antiga de Barcelona. La primera referència escrita a la confraria es troba en un decret firmat pel bisbe Berenguer de Palou I el 23 de desembre del 1202, amb el qual donava llicència per edificar un altar en honor de sant Marc Evangelista dins del Sepulcre de la Seu de Barcelona.
Des d'aleshores, la seva presència a la Catedral va ser constant, amb contribucions a la construcció de capelles i donacions de retaules, pintures i peces litúrgiques i d'orfebreria religiosa. Des de final del segle xv, el claustre de la Catedral de Barcelona va acollir el fossar dels mestres sabaters, al davant de la Sala Capitular, i cada vegada que moria un membre del gremi es feien repicar les campanes, un costum que va perdurar fins al 1936.
Totes aquestes obres religioses eren finançades per la caixa almoinal i per donatius dels confrares. Dels fons d'aquesta caixa també sortien ajudes per als sabaters malalts i per a les seves vídues i orfes. La confraria prenia part en totes les solemnitats de la ciutat, com ara la rebuda dels membres de la reialesa que visitaven Barcelona i les grans processons de Corpus o Dijous Sant, a les quals assistia encapçalada per la bandera de seda grana amb el lleó alat. Els seus prohoms van formar part del Consell de Cent des de la seva constitució el 1265. Juntament amb els altres gremis, va participar activament en la defensa de la ciutat contra els setges.
La confraria i el gremi van tenir la seva seu en un edifici del Carrer de la Corríbia des del segle xvi fins a mitjan segle xix, quan van desaparèixer els gremis barcelonins amb motiu de les lleis que abolien els privilegis gremials. Actualment té la seu al número 5 de la plaça de Sant Felip Neri, on també hi ha instal·lada la seva obra cultural, el Museu del Calçat. La façana és la mateixa que la confraria tenia al segle xvi al Carrer de la Corríbia, que fou traslladada l'any 1970. El 2007 va rebre la Medalla d'Honor de Barcelona.